# ロベール・アロン
ロベール・アロン（Robert Aron、1898年5月25日 - 1975年4月19日）はフランスの著作家。政治や歴史に関する著作を遺した。アカデミー・フランセーズ会員。

## 生涯
イヴリーヌ県のル・ヴェジネに株式仲買人の息子として生まれる。フランス東部の古いユダヤ系ブルジョワジーの家系。コンドルセ高等中学校（Lycée Condorcet）を卒業後、第一次世界大戦末期に出征し、負傷する。
1921年（23歳）、保守派カトリックの『両世界評論』誌に寄稿を開始。文学の教授資格（アグレガシオン）を取得したが教職にはつかず、1922年、ガリマール書店に入社、ひきつづき『両世界評論』にも寄港しつつ、原稿審査員および翻訳課の責任者をつとめる。
1926年、アントナン・アルトー、ロジェ・ヴィトラック（Roger Vitrac）に協力して、アルフレッド・ジャリ劇場（Théâtre Alfred Jarry）を結成。ジャリ（1873年 - 1907年）は、前衛文学の先達である。
1930年前後、ガリマール書店が当時刊行していた映画誌『ルヴュ・デュ・シネマ』（Revue du cinéma）の主筆を勤め、1933年、社長ガストン・ガリマールの後押しで『新映画社』（La Nouvelle Société de film）を創立、ジャン・ルノワール監督の『ボヴァリー夫人』（）を制作した（翌年公開）。
偶然に再会した高等中学校時代の友人アルノー・ダンデユーとの共著で『フランス国民の衰退』（1931）、『アメリカという癌』（1931）、『必要な革命』（1933）を出版。これらは1930年結成の人格主義団体『新秩序』（L'Ordre nouveau）において重要な理論的支柱となった。『新秩序』は1933年から1938年にかけて同名の機関誌を出版し、アロンもそこで活発に論陣を張った。
1940年、ナチス・ドイツのフランス占領が開始されるとともに、アロンはユダヤ人身分法によりガリマール書店を追われた。1941年、ボルドー近郊のキャンプに監禁され、釈放されるがパリ居住を禁止されてリヨンへ赴く。そこからさらに（当時はフランス領であった）アルジェリアへ渡る。当地ではアンリ・ジロー、シャルル・ド・ゴールのスタッフとなり、また、リュシー・フォーレ（Lucie Faure）らと『ラ・ネフ誌』（La Nef）を発行した。
第二次世界大戦末期に始まった連邦運動では、常に中心的な役割を果たした。
パリに戻ってからは再び著述に取り組み、1950年代には現代フランス史の研究に力を注ぐ。
1974年、アカデミー・フランセーズの会員に選出されるも、その受諾式典の5日前に急逝。77歳の誕生日を目前にしての死であった。

## おもな著作
- フランス国民の衰退（Décadence de la nation française）、（1931）（アルノー・ダンデュー（Arnaud Dandieu）と共著）
- アメリカという癌（Le Cancer américain）、（1931）（アルノー・ダンデューと共著）
- 必要な革命（La Révolution nécessaire）、（1933）（アルノー・ダンデューと共著）
- 自由の独裁（Dictature de la liberté）、（1935）
- 永劫回帰（Retour à l'Eternel）、（1946）
- 連邦主義の原理（Principes du Fédéralisme）、（1948）（アレクサンドル・マルク（Alexandre Marc）と共著）
- 無の国境線（Les Frontaliers du Néant）、（1949）
- ヴィシーの歴史（Histoire de Vichy）、（1954）（ジョルジェット・エルジェ（Georgette Elgey）と共著）
- 私が信じること（Ce que je crois）、（1955）
- 解放の歴史（Histoire de la libération）、（1959）
- キリストから呼ばれた歳月（Les Années obscures de Jésus）、（1960）
- 根元の神、シナイへの旅より（Le Dieu des origines, des cavernes au Sinaï）、（1964）
- 現代史大全（Les grands dossiers de l'histoire contemporaine）（1962 - 1964）
- マルクス主義と対峙するフランス社会主義（Le Socialisme Français face au marxisme）、（1971）
- 浄化の歴史（Histoire de l'épuration）
  - 第1巻：1942年11月 - 1944年9月、殺戮への寛容（De l'indulgence aux massacres）、（1967）
  - 第2巻：1944年9月 - 1949年6月、地下の牢獄から除外裁判所へ（Des prisons clandestines aux tribunaux d'exception）、（1969）
  - 第3巻上：1944年 - 1953年の、事件の世界（Le monde des affaires）、（1974）
  - 第3巻下：1944年 - 1953年の、出版、芸術、文学等の世界（Le monde de la presse, des arts, des lettres....）、（1975）
- 反方法叙説（Discours contre la Méthode）、（1974）、（アルノー・ダンディユー序文）
- ユダヤ教 - 過去と未来（Le Judaïsme, Hier-Demain）、（1977）（ヴィクトル・マルカ（Victor Malka）、アンドレ・ネー（André Neher）と共著）（没後の出版）

## 訳書
- 内田 樹訳、ユダヤ教 - 過去と未来（共著）、ヨルダン社（1998）ISBN 9784842802589